# HD 8498
HD 8498 är en röd jätte och misstänkt variabel i Bildhuggarens stjärnbild, som varierar i ljusstyrka (VAR).
Stjärnan har visuell magnitud +5,84 och varierar i ljusstyrka med en amplitud av 0,009 magnituder med en period av 10,62361 dygn.